# Captives (film, 2014)
Pour les articles homonymes, voir Captives, La Captive et The Captive.
Pour plus de détails, voir Fiche technique et Distribution.
Captives ou La Captive au Québec (The Captive, anciennement intitulé Queen of the Night) est un thriller canadien réalisé par Atom Egoyan, sorti en 2014.
Le film est présenté en compétition officielle au festival de Cannes 2014.

## Synopsis
A Niagara, à la frontière USA/Canada, voici huit ans que la jeune Cassandra a disparu. Ses parents, Matthew et Tina, sont encore traumatisés par ce drame et vivent à présent séparément. Tandis que Tina, femme de chambre dans un hôtel, a perdu tout espoir, Matthew, paysagiste, autrefois soupçonné d'être le coupable de l'enlèvement, persévère dans les recherches pour retrouver sa fille. Lorsque les policiers spécialisés dans la traque des réseaux pédophiles découvrent sur Internet une photo pouvant laisser supposer que celle qui est désormais une jeune femme est encore en vie et prisonnière quelque part, ses parents retrouvent espoir. Ils tentent, avec l'aide de la police, d'élucider le mystère de sa disparition.

## Fiche technique
- Titre original : The Captive
- Titre français : Captives
- Titre québécois : La Captive
- Titre de travail : Queen of the Night
- Réalisation : Atom Egoyan
- Scénario : Atom Egoyan et David Fraser
- Direction artistique : Kim McQuiston et Philipp Barker
- Décors : Rob Hepburn
- Costumes : Debra Hanson
- Photographie : Paul Sarossy
- Montage : Susan Shipton
- Musique : Mychael Danna
- Casting : John Buchan, Jason Knight.
- Production :
  - Producteurs : Atom Egoyan, Stephen Traynor, Simone Urdl et Jennifer Weiss
  - Producteur délégué : Patrice Theroux
- Mixage audio : Matthew Chan, Daniel Pellerin, Steve Munro et Mark Zsifkovits
- Sociétés de production : Ego Film Arts, The Film Farm
- Société de distribution : Entertainment One (Canada)
- Pays d’origine :  Canada
- Langue originale : anglais
- Format : couleur - 35 mm - 2,35:1 - son Dolby Digital
- Genre : Thriller
- Durée : 112 minutes
- Dates de sortie[2] :
  -  France : 16 mai 2014[3] (Festival de Cannes 2014) ; 7 janvier 2015[4] (sortie nationale)
  -  Canada,  Québec : 5 septembre 2014[2],[1]

 Sauf indication contraire, les informations mentionnées dans cette section peuvent être confirmées par la base de données cinématographiques IMDb,  présente dans la section « Liens externes ».

## Distribution
Sauf indication contraire, les informations mentionnées dans cette section peuvent être confirmées par la base de données cinématographiques IMDb,  présente dans la section « Liens externes ».
Note : Lors de la sortie cinématographique du film en France, le doublage québécois a été conservé.
- Ryan Reynolds (VQ : François Godin) : Matthew Lane
- Scott Speedman (VQ : Nicolas Charbonneaux-Collombet) : Jeffrey Cornwall
- Rosario Dawson (VQ : Hélène Mondoux) : Nicole Dunlop
- Mireille Enos (VQ : Valérie Gagné) : Tina Lane
- Kevin Durand (VQ : Patrick Chouinard) : Mika
- Alexia Fast (VQ : Kim Jalabert) : Cassandra « Cass » Lane
- Bruce Greenwood (VQ : Marc Bellier) : Vince
- Peyton Kennedy (VQ : Marguerite D'Amour) : Cass, enfant
- Brendan Gall (en) (VQ : Adrien Bletton) : Teddy
- Aaron Poole (en) (VQ : Philippe Martin) : Mike
- Jason Blicker (en) (VQ : Martin Watier) : Sam
- Aidan Shipley (VQ : Kevin Houle) : Albert
- Ian Matthews (VQ : Pierre-Étienne Rouillard) : Willy
- Christine Horne (VQ : Mélanie Laberge) : Vicky
- Ella Ballentine (en) (VQ : Jade Manseau) : Jennifer
- Jim Calarco (en) : le manager

 Source et légende : version québécoise (VQ) sur Doublage.qc.ca et selon le carton du doublage de fin du film.

## Production

### Choix des interprètes
En août 2012, Ryan Reynolds obtient le rôle principal du film.
En décembre 2012, les acteurs Mireille Enos et Scott Speedman sont choisis pour rejoindre le casting.
En janvier 2013, les acteurs Rosario Dawson, Alexia Fast et Kevin Durand sont choisis pour intégrer également le casting.
En février 2013, l'acteur Bruce Greenwood obtient un rôle. C'est sa 5e collaboration avec le réalisateur, après Exotica (1994), De beaux lendemains (1997), Ararat (2002) et Devil's Knot (2013).

### Tournage
Le tournage a débuté en février 2013 à Toronto, dans le sud de l'Ontario, au Canada,.

## Distinctions

### Nominations et sélections
- Festival de Cannes 2014 : En compétition pour la Palme d'or
- Festival du film de Sydney 2014